# フランツィスカ・ツー・ホーエンローエ＝シリングスフュルスト
フランツィスカ・ツー・ホーエンローエ＝シリングスフュルスト（Franziska zu Hohenlohe-Schillingsfürst, 1897年6月21日 - 1989年6月12日）は、オーストリア＝ハンガリー（二重帝国）の皇族、オーストリア大公妃（Erzherzogin von Österreich）。最後の皇帝カール1世の義妹にあたる。

## 生涯
ツィスライタニエン首相を務めた政治家コンラート・ツー・ホーエンローエ＝シリングスフュルスト侯子とその妻の伯爵令嬢フランツィスカ・フォン・シェーンボルン＝ブーフハイムの間の第5子、次女として生まれる。フランツィスカ・マリア・アンナ（Franziska Maria Anna）と名付けられた。ドイツ帝国宰相を務めたクロートヴィヒ・ツー・ホーエンローエ＝シリングスフュルスト侯の姪孫であり、フランツ・リストの恋人として知られるカロリーネ・ツー・ザイン＝ヴィトゲンシュタインの曾孫でもある。

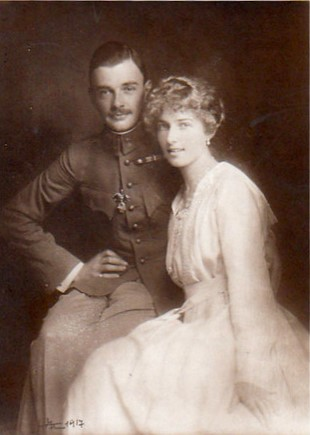
マクシミリアン・オイゲンとフランツィスカ（1917年）

1917年11月29日にラクセンブルクにおいて、皇弟マクシミリアン・オイゲン大公と結婚した。
第1次世界大戦後、二重帝国の崩壊とともに皇族の身分を失い、夫ともども国外に追放された。ミュンヘンやシュタルンベルク湖畔で「ヴェルンブルク伯爵夫人（Gräfin von Wernberg）」と名乗って暮らし、この界隈では「ファニー大公妃（Erzfanny）」の通称で呼ばれた。ミュンヘンで高級ブティックを経営して成功させた。

## 子女
夫との間に2人の息子をもうけた。
- フェルディナント・カール・マックス・フランツ・オットー・コンラート・マリア・ヨーゼフ・イグナティウス・ニコラス（1918年 - 2004年） - 1956年、伯爵令嬢ヘレーネ・ツー・テーリンク＝イェッテンバッハ[注釈 1]と結婚
- ハインリヒ・カール・マリア（1925年 - 2014年） - 1961年、ルドミラ・フォン・ガレンと結婚